# Església de Santa Maria de Montserrat dels Espanyols

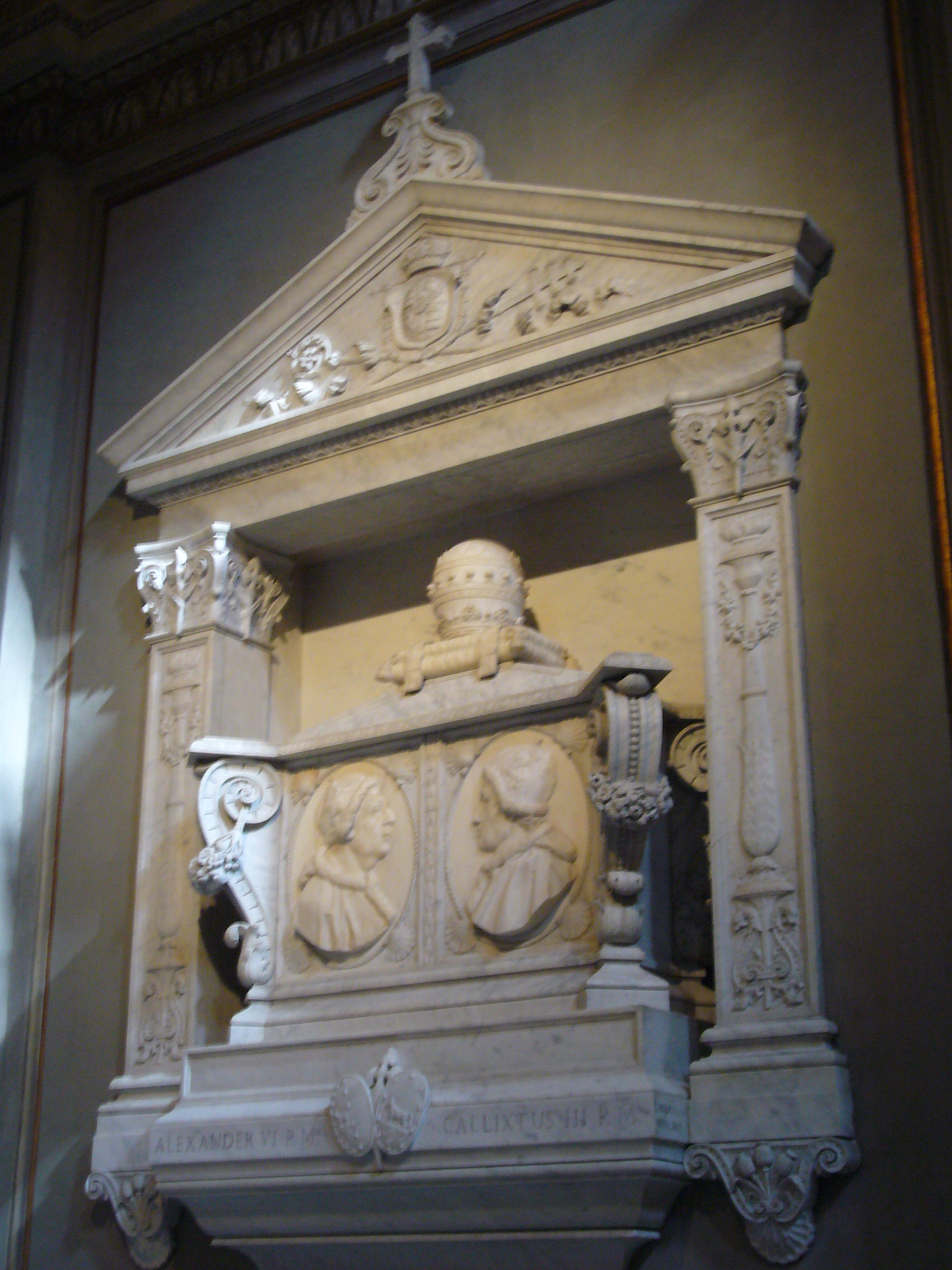
Tomba dels papes Borja

De nom oficial Església Nacional Española de Santiago i Montserrat (des de 1870), és coneguda com a Santa Maria in Monserrato degli Spagnoli (Santa Maria de Montserrat dels Espanyols), després d'haver estat l'església representativa de la Corona d'Aragó durant quatre segles, avui dia és l'església nacional d'Espanya a Roma. Va ser construïda (al avui dia Viale Monserrato) en honor de la Verge que es venera al Monestir de Montserrat, a Catalunya.
Des de 2003 disposa de títol cardenalici, atorgat a instàncies de la Conferencia Episcopal Española a Carlos Amigo Vallejo, arquebisbe de Sevilla pel Papa Joan Pau II.
Es va crear el s.XVI amb el nom d'Església de Santa Maria de Montserrat al carrer de l'Ospedale que va acabar agafant el seu nom (el que té avui dia, Viale Monserrato). Era una institució centre d'acollida per als pelegrins de la Corona d'Aragó, especialment els pobres o malalts, i per representants de diversa procedència i rang social que provenien de Catalunya, València, Balears i Aragó.

## Història
El 1354, Jacoba Ferrandes va fundar a la via Arenula de Roma San Niccolò di Catalani, un hospici per als pelegrins de la Corona d'Aragó, especialment els pobres o malalts, i per representants de diversa procedència i rang social. L'exemple de Jacoba Ferrandes va ser imitat el 1363 per Margarida Pauli de Mallorca, que al seu torn va fundar un hospici contigu per a dones, Santa Margarida di Catalani.
En 1495, Alexandre VI (Roderic de Borja) va fusionar els dos hospicis en una sola fraternitat sota el patrocini de la Verge de Montserrat. Els diputats es van reunir el 1506 a Roma per aixecar l'Església de Santa Maria de Montserrat en honor de la Verge sobre l'antiga capella de San Niccolò a Corte Savella, annexa a l'hospici, que es va començar el 1518 amb addicions posteriors durant el segle xvii.

## Fusió de San Giacomo degli Spagnoli
L'església actual de Santa Maria di Monserrato de gli Spangnoli va sortir en fusionar-li entre els anys 1803-1807, la Chiesa di San Giacomo de gli Spagnoli (avui Nostra Signora del sacro Cuore segle xiii) de la Piazza Navona, (agregant-li el personal d'aquesta església independent), perquè... "dicevasi" minacciasse ruina", aquesta església des de l'època medieval havia servit d'allotjament a pelegrins espanyols a Roma, principalment de la Corona de Castella. Algunes de les obres de San Giacomo degli Spagnoli van ser traslladades a Santa Maria di Monserrato.
Mariano Armellini -1870:  "sembla impossible que la noble nació espanyola hagi venut un monument tan insigne, un veritable tresor de la història i de l'art. Ara la té la congregació francesa de "Nostra Senyora del Sagrat Cor" .
Durant aquests anys (final del segle xix), després de ser abandonada pels espanyols, perquè "es va dir", que amenaçava ruïna, Lleó XIII va ordenar una reestructuració radical de l'església a l'arquitecte Luca Carimini, que entre altres coses, va canviar (amb un estil molt auster) la façana principal de la Piazza Navona, mantenint "tot" l'edifici original amb l'absis i el creuer, al costat oposat de la Piazza Navona. L'església va ser consagrada de nou, confiada a la Congregació dels Missioners del Sagrat Cor de Jesús amb el nom de Nostra Signora del Sacro Cuore.
El 1931 l'obertura del Corso del Rinascimento va fer perdre a l'edifici original del segle xvi l'absis i el creuer, però en compensació, el 1965 Pau VI, la va fer diaconat cardenalíci.
Tot i que el 1878 "les autoritats espanyoles" van dir que amenaçava ruïna", avui en dia encara es pot admirar, tota l'estructura de l'església original del segle xvi, (exceptuant l'absis i el creuer fets enderrocar el 1931 per obrir el nou vial), amb la segona capella a l'esquerra de l'altar dedicada a Santiago, obra de Sangallo, el cor de marbre policromat situat a la tercera capella de la dreta, obra de Torrigiano i el fons de marbre de serliana darrere de l'altar, obra de Pietro i Domenico Rosselli.

## Arquitectura

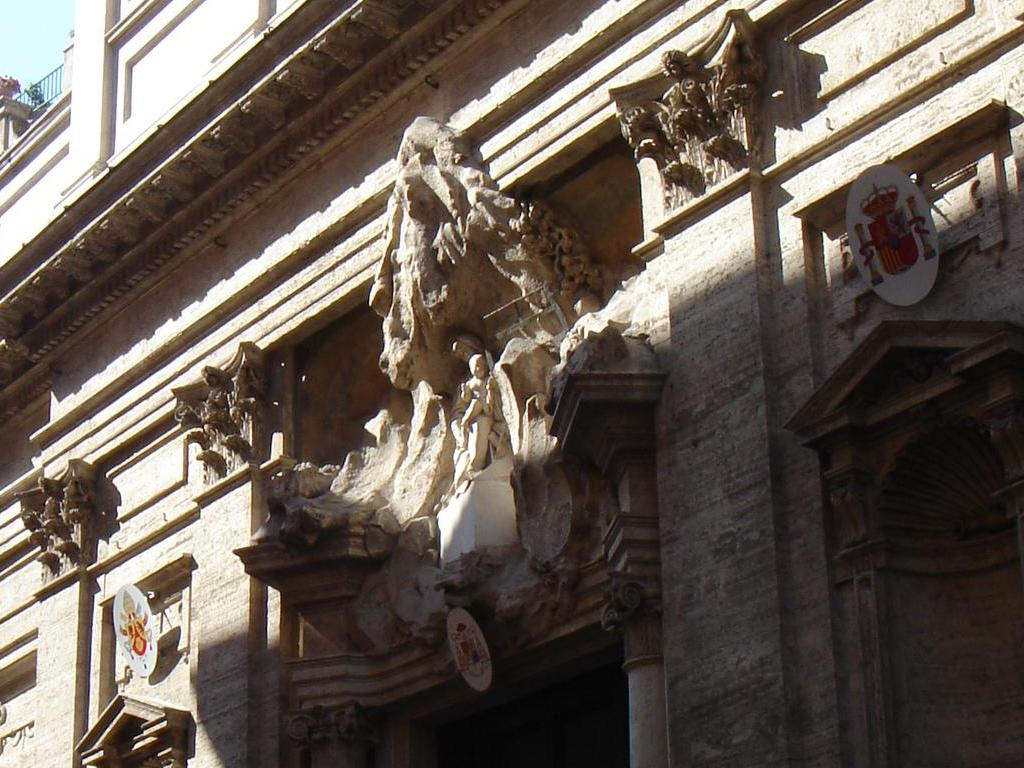
El fris de la façana.

El projecte arquitectònic de l'església és d'Antonio da Sangallo, el Jove. Els treballs d'edificació van patir diverses interrupcions a causa de la manca de recursos, però els arquitectes que van continuar les obres (Bernardino Valperga, Francesco da Volterra, etc.) van respectar el projecte original. Les obres van començar després de ser escollit el lloc el 1518, la façana da Volterra s'aixeca el 1582-1593, l'altar major es va consagrar el 1594, la volta de la nau es va acabar a 1598 però fins a 1675 no es va concloure la de l'absis, consagrant llavors l'altar major. Va ser restaurada per complet entre 1818- 21 i construït ex novol'altar major, i reconsagrada l'any 1822.

### Façana i portal
La façana, de dos cossos, va ser projectada per Francesco da Volterra (1588), que va construir la meitat dreta del primer cos entre 1582 i 1584, la meitat esquerra en canvi és de 1593, és a dir, posterior a la mort de l'arquitecte. El segon cos pertany a un nou projecte de Giuseppe Sarti de 1855, més tosc i carregat en les proporcions. El portal està format en ordre corinti amb pilastres i fornícules aveneradas, i un arquitrau i entaulament còncau. El fris i la cornisa d'aquest primer cos apareixen separats i en el centre es troba el grup escultòric de Giambattista Contini, realitzat entre 1673 i 1675: una representació naturalista de roca que enquadra el grup de la Verge amb el Nen en acte de tallar la muntanya, tema iconogràfic de l'església.

### Interior
Va ser la primera església de Roma dissenyada amb una nau única rectangular, amb tres capelles a cada costat i un profund presbiteri amb terminacions absidals semicirculars. El fresc sobre l'arc de la capella central, de Francesco Nappi (segle XVII) representa el  Somni de la Verge , a l'esquerra es troba la  Coronació de la Mare de Déu , de Giambattista Ricci dona Novara. En els nínxols que s'obren sobre les portes laterals estan posades les estàtues dels aragonesos Santa Isabel de Portugal i Sant Pere Arbués, de l'escultor neoclàssic Juan Adam. La decoració en clarobscurs sobre fons daurat, de Giuseppe Camporese i del seu nebot Pietro, va ser realitzada el 1820 -21. Els escuts de les províncies, de 192 9, són obra del pintor Eugeni Cisterna. El Viacrucis en bronze, de 1958, és de l'escultor valencià Carmel Pastor.

### Primera capella de la dreta
Aquesta capella, dedicada en principi a sant Felip i sant Nicolau, va ser concedida el 1590 a Bernardino Rocci (1599), del qual es conserva la làpida sepulcral i, en la clau de l'arc, l'escut nobiliari de la família. El quadre a l'oli, del mestre barroc Annibale Carracci, representa el franciscà sant Diego d'Alcalá i prové de la capella que tenia dedicada a l'església de Santiago. A la dreta, el mausoleu dels dos papes valencians de la família dels Borja, el papa Calixt III i el papa Alexandre VI, de l'escultor Felip Moratilla, acabat el 1889. El sarcòfag conté, barrejats en la mateixa tomba, els ossos dels dos pontífexs (Calixt III era oncle d'Alexandre VI). A sota hi ha el cenotafi del rei d'Espanya Alfons XIII, mort a l'exili a Roma el 1941, i les restes van ser traslladats el 1980 al Panteó dels Reis del monestir de El Escorial, a Madrid. A l'esquerra, a la part alta, el monument sepulcral neoclàssic de l'escultor català Antonio Solá, obra de l'escultor Josep Vilches, realitzat el 1862, i sota el monument de Francesc de Paula Mora, fill dels marquesos de Lugros, mort a Nàpols el 1842 i traslladat a aquesta església el 1843.

### Segona capella a la dreta

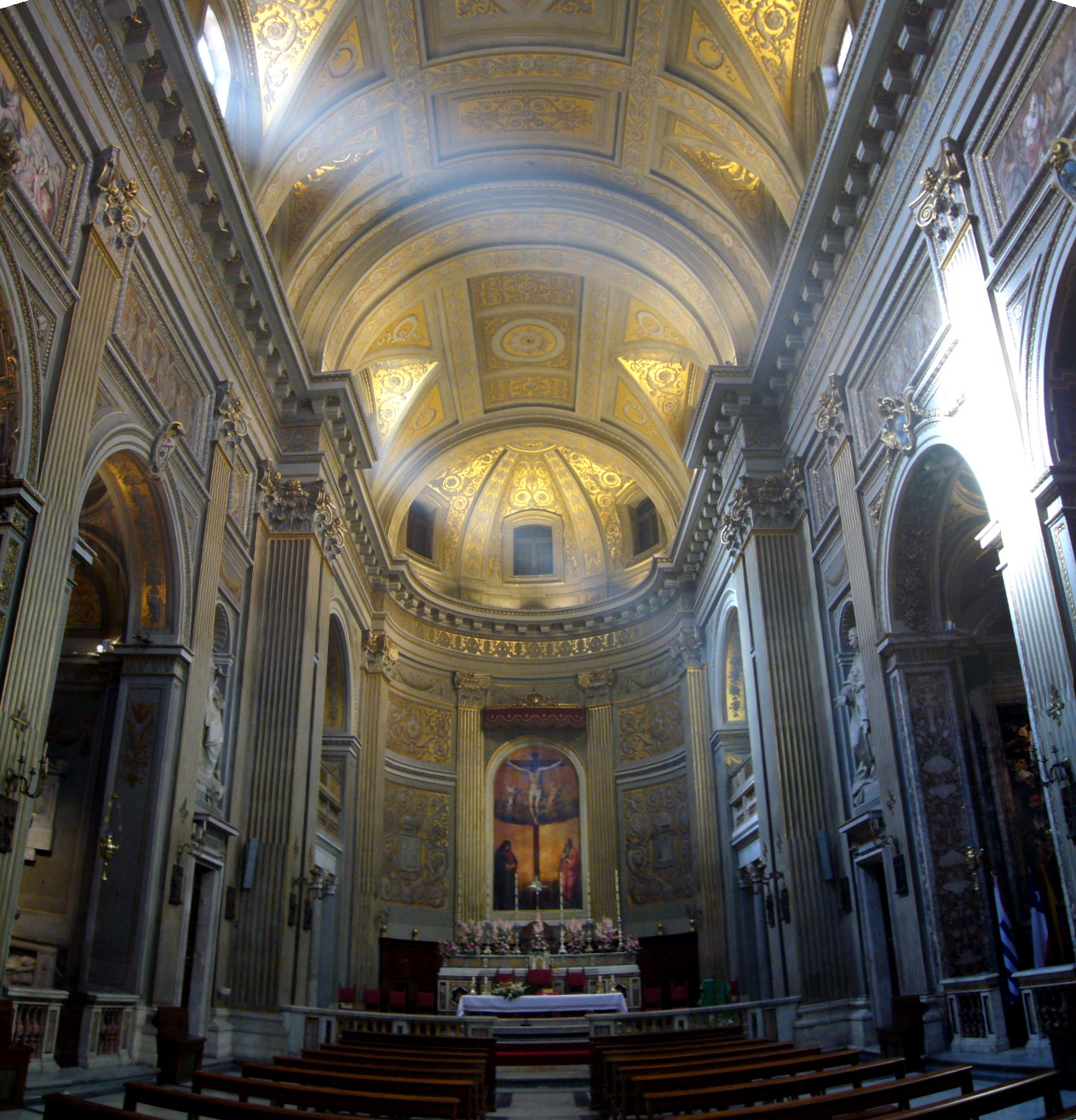
Interior de l'església.

Cedida el 1624 al benefactor Gabriel Ferrer (1607), la capella conserva la seva làpida sepulcral a terra i, en la clau de l'arc, el seu escut nobiliari. Les pintures són totes de Francesco Nappi. A l'altar un quadre de  L'Anunciació . A les parets laterals, dos frescos:  Naixement de la Mare de Déu  i l'Assumpció. A la part baixa, els monuments sepulcrals de dos ambaixadors d'Espanya morts a Roma: Julián de Villalba (1843) i Salvador de Cea Bermúdez (1852). Les quatre claraboies triangulars representen figures d'àngels que porten símbols lusius a la Mare de Déu, sent un d'ells el referit a la  Visitació de Maria a santa Isabel . Sota l'arc i en les pilastres es troben alguns retrats de profetes i altres símbols marians, a la cúpula apareix la imatge de Santa Cecília i en el timpà la del Pare Etern.

### Tercera capella a la dreta
La decoració, realitzada al segle xvii pels canonges aragonesos Antonio Francès i Miguel de Cetina, és la que gaudeix d'una major esplendor pels seus marbres policroms, segons va estipular en el seu projecte l'últim artífex, Francisco Gómez García, canonge de Barcelona (1778). El quadre que es troba a l'altar, obra de Francisco Preciado de la Vega, mostra a la Mare de Déu del Pilar amb l'Apòstol Jaume i sant Vicent Ferrer postrats als seus peus. El quadre que es troba a la dreta, obra de Francesco di Città di Castello, de 1551, representa l'Assumpció de Maria , mentre que el situat a l'esquerra ludeix al  Triomf de la Immaculada Concepció , patrona d'Espanya, obra del pintor Louis Cousin (àlies de Luigi Primer Gentile) de 1663. Tots dos quadres provenen de l'església de Santiago.

### Presbiteri
Amb un absis ampli i profund, el presbiteri va ser molt modificat en el segle xix. Al centre de l'absis, presideix aquest espai una  Crucifixió , Girolamo Siciolante dona Sermoneta, pintada entre 1564-65 per a l'església de Santiago. Les tribunes i la cantoria, datades el 1828-29, amb columnes corínties de marbre de Carrara i de l'Illa d'Elba, són obra de Pietro Camporese el Jove. Es troba també en aquesta capella un orgue, portat de Santiago i col·locat damunt de l'entrada a aquesta.

### Tercera capella a l'esquerra

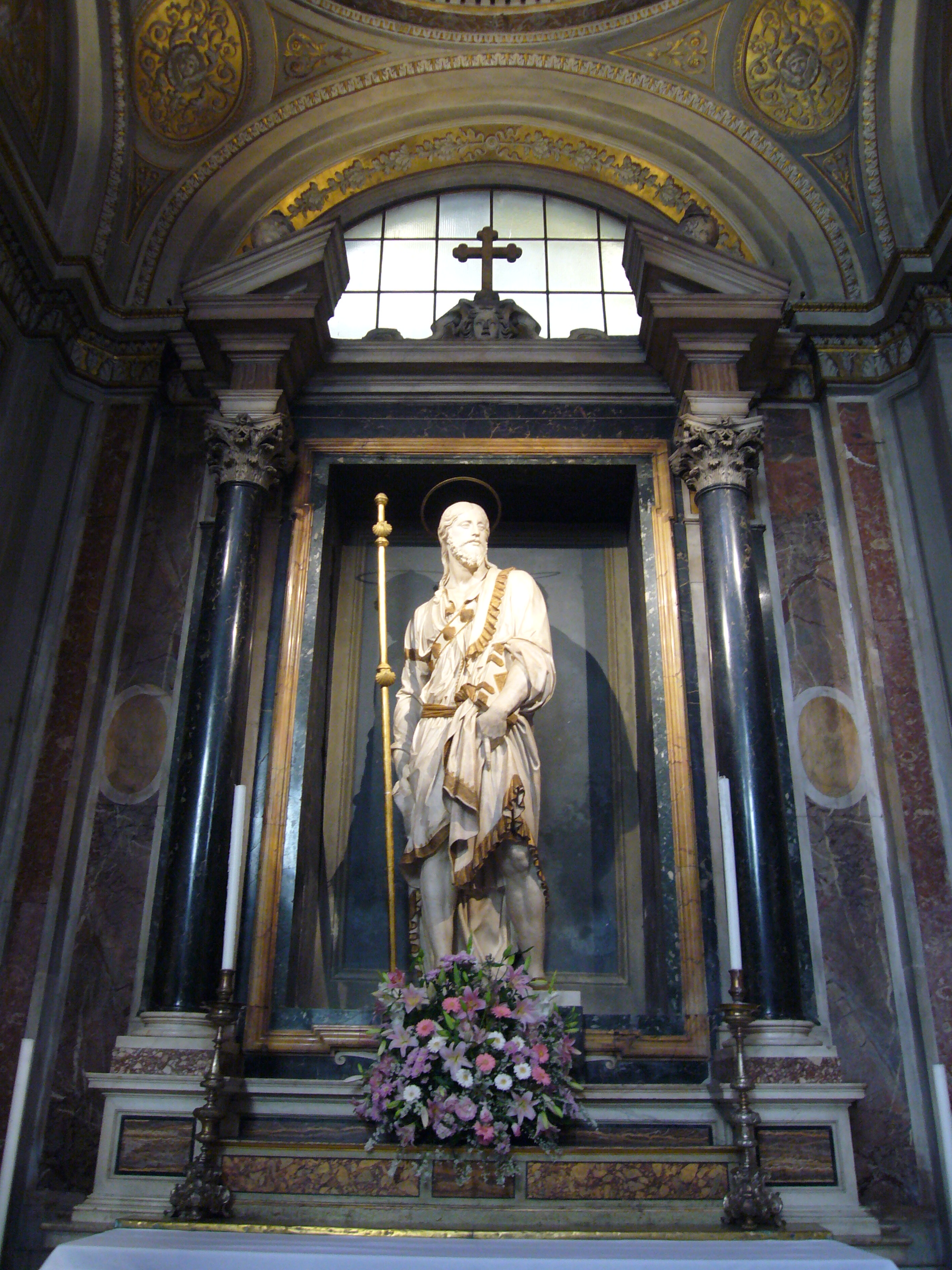
Interior de la capella de Sant Jaume amb l'estàtua de Jacopo Sansovino.

Aquesta capella, patrocinada per la família del canonge Francesc Robuster (1570), estava dedicada a Crist Crucificat. el 1882 es va col·locar en el seu interior l'estàtua de  Jaume el Major , Patró d'Espanya, excel·lent obra de Jacopo Sansovino, encarregada pel cardenal Jaume Serra (1517) per a la seva capella a l'antiga església de Santiago. Les veneres que porta la imatge són una addició de 1822. De l'escultor neoclàssic Antonio Solá és el monument sepulcral de  Félix Aguirre  (1832) i de  José Alvarez Bouguel  (1805-1830), així com l'ambaixador  Antonio Vargas Laguna  (1824). A l'esquerra, a la part inferior, es troba la tomba del bisbe Alfonso de Paradinas, ia la dreta, la de Joan de Fuensalida (1498), bisbe de Terni i secretari del papa Alexandre VI, atribuïdes ambdues a Andrea Bregno (1503).

### Segona capella a l'esquerra
Cedida al bisbe de Malta, el català Tomàs Gargall (1614), l'escut apareix en la decoració de la capella, està dedicada aa Mare de Déu de Montserrat, titular de l'església. La imatge de la Verge, de l'escultor Manuel Martí Cabrer de mitjans del segle xix, és còpia de la que es venera en el santuari català, i va ser regal dels monjos, ofert a l'Any Sant de 1950, la mateixa va ser solemnement beneïda pel papa Pius XII. Els frescos laterals, representant una escena de la vida de sant Ramon de Penyafort, i una vista del Mont Sant, així com els evangelistes de les llunetes i les escenes marianes de l'arc són atribuïts a Giambattista Ricci dona Novara.

### Primera capella a l'esquerra
El grup escultòric, en marbre, que es venera en aquesta capella des de 1821, dedicada abans a santa Eulàlia de Barcelona, representa Anna, la Verge i el Nen Jesús i va ser esculpit el 1544 pel florentí Maso del Bosco (Tommaso Boscoli) sota comissió del sacerdot sevillà Pedro de Velasco. A la columna de la dreta està col·locat un coetani Tabernacle dels Olis Sants de finals del segle xv, atribuït a l'escultor milanès Luigi Capponi, deixeble d'Andrea Bregno. Ambdues són obres provinents de l'església de Santiago. A la paret de la dreta, el monument sepulcral neoclàssic, d'autor anònim, l'ambaixador d'Espanya José Narcís Aparici Soler, mort a Roma el 1845.

## Visites
La Basílica depèn actualment de la seu cardenalícia de Sevilla, estant oberta al públic només en horari de missa, al final de la qual és possible aprofitar uns deu minuts abans del tancament. Les misses se celebren (en castellà) els diumenges i festius a les 10 i 13. En tot cas és possible demanar la visita fora d'aquests horaris (exclusivament en dia laborable) dirigint-se a la porteria en via Giulia 151, des de les 10 fins a les 12,30.

## El títol cardenalici
El títol cardenalici de Santa Maria a Monserrato degli Spagnoli va ser erigit pel papa Joan Pau II el 2003
- Carlos Amigo Vallejo, O.F.M., 21 d'octubre de 2003 - 27 d'abril de 2022 (mort)
- José Cobo Cano, des del 30 de setembre de 2023

## Galeria d'imatges

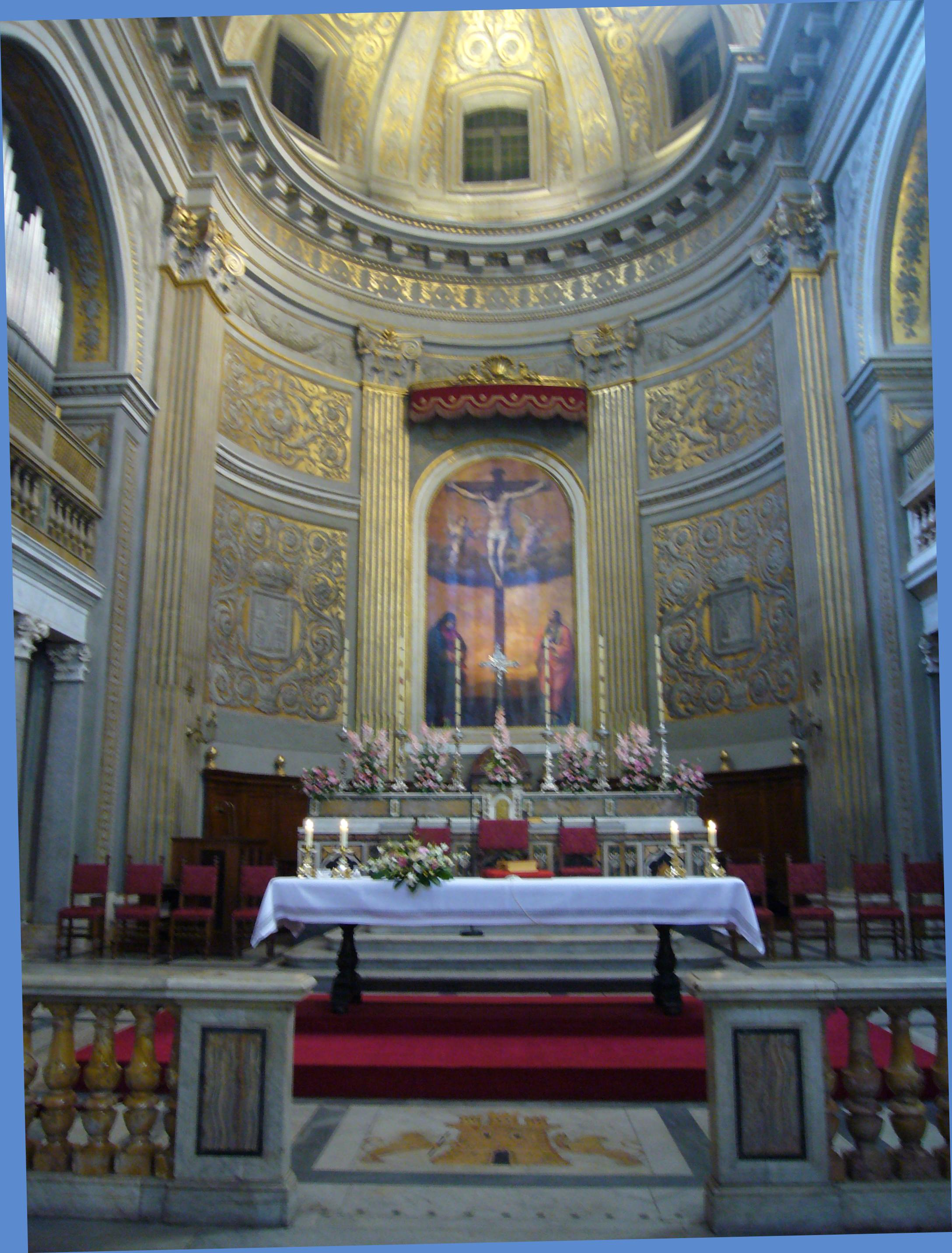
Vista de la capella major, amb la  Crucifixió  de Siciolante dona Sermoneta
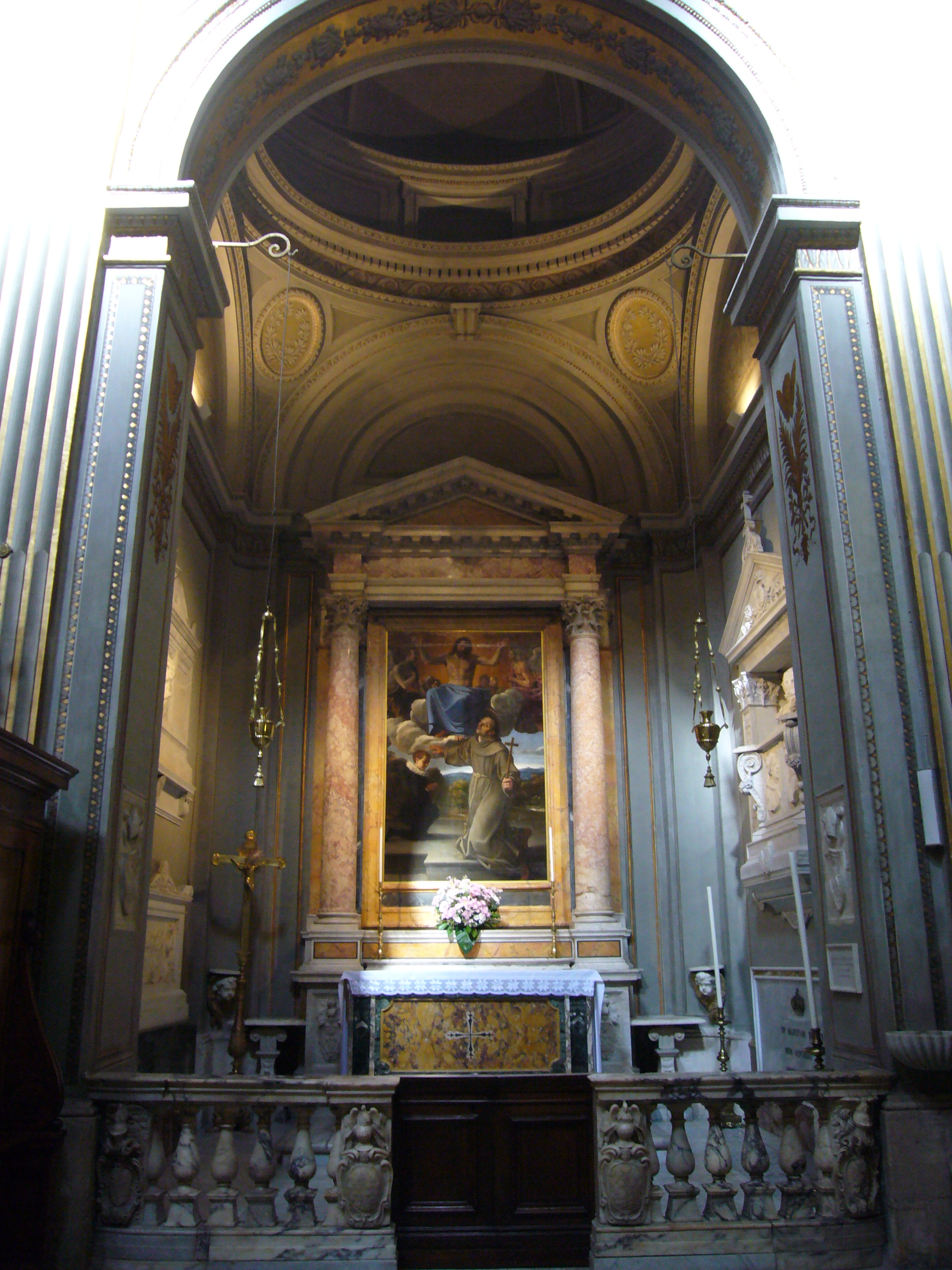
La primera capella a la dreta, amb el quadre de Annibale Carracci representant a sant Diego d'Alcalá
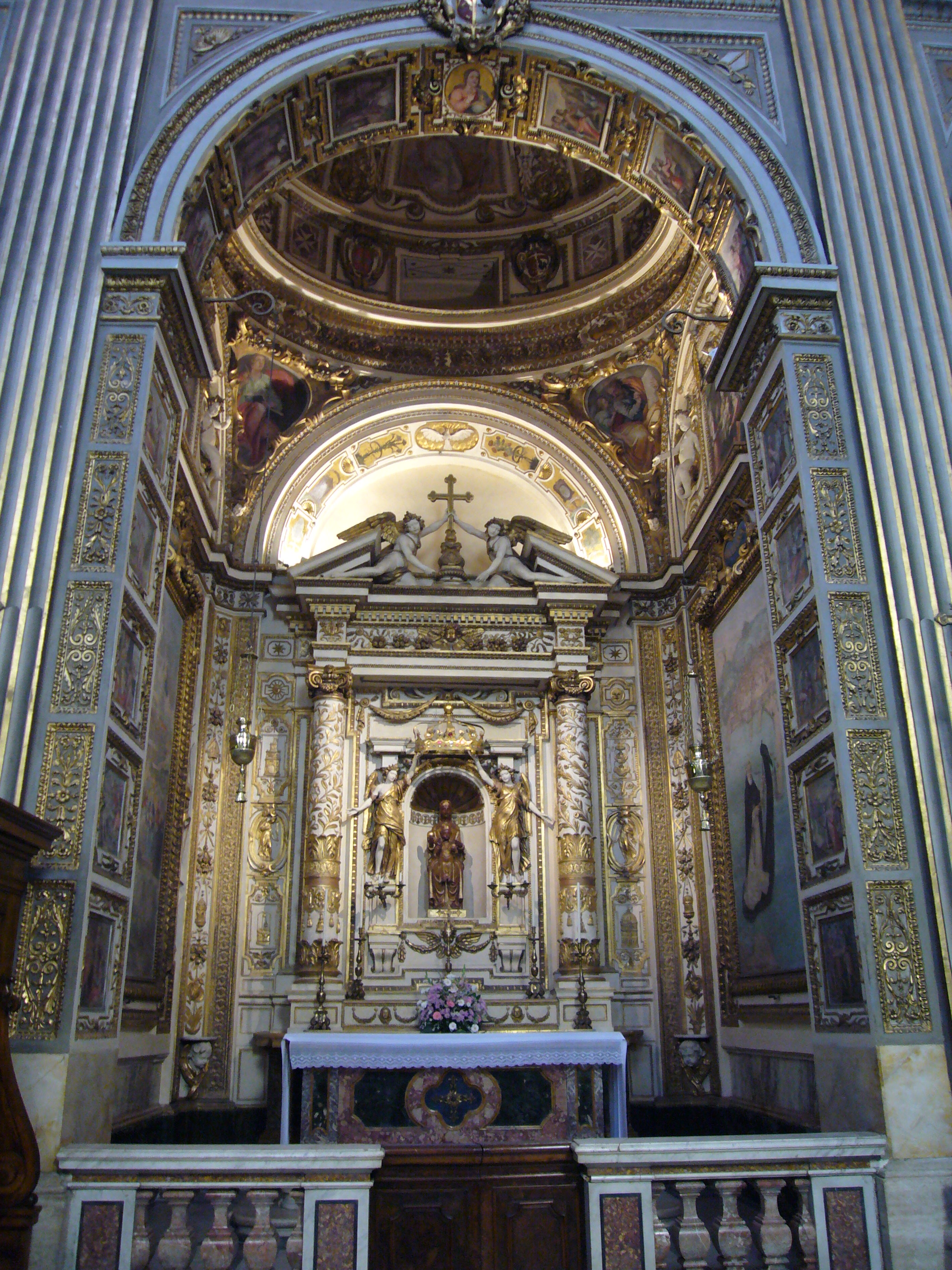
La segona capella a l'esquerra, amb la imatge de la Mare de Déu de Montserrat
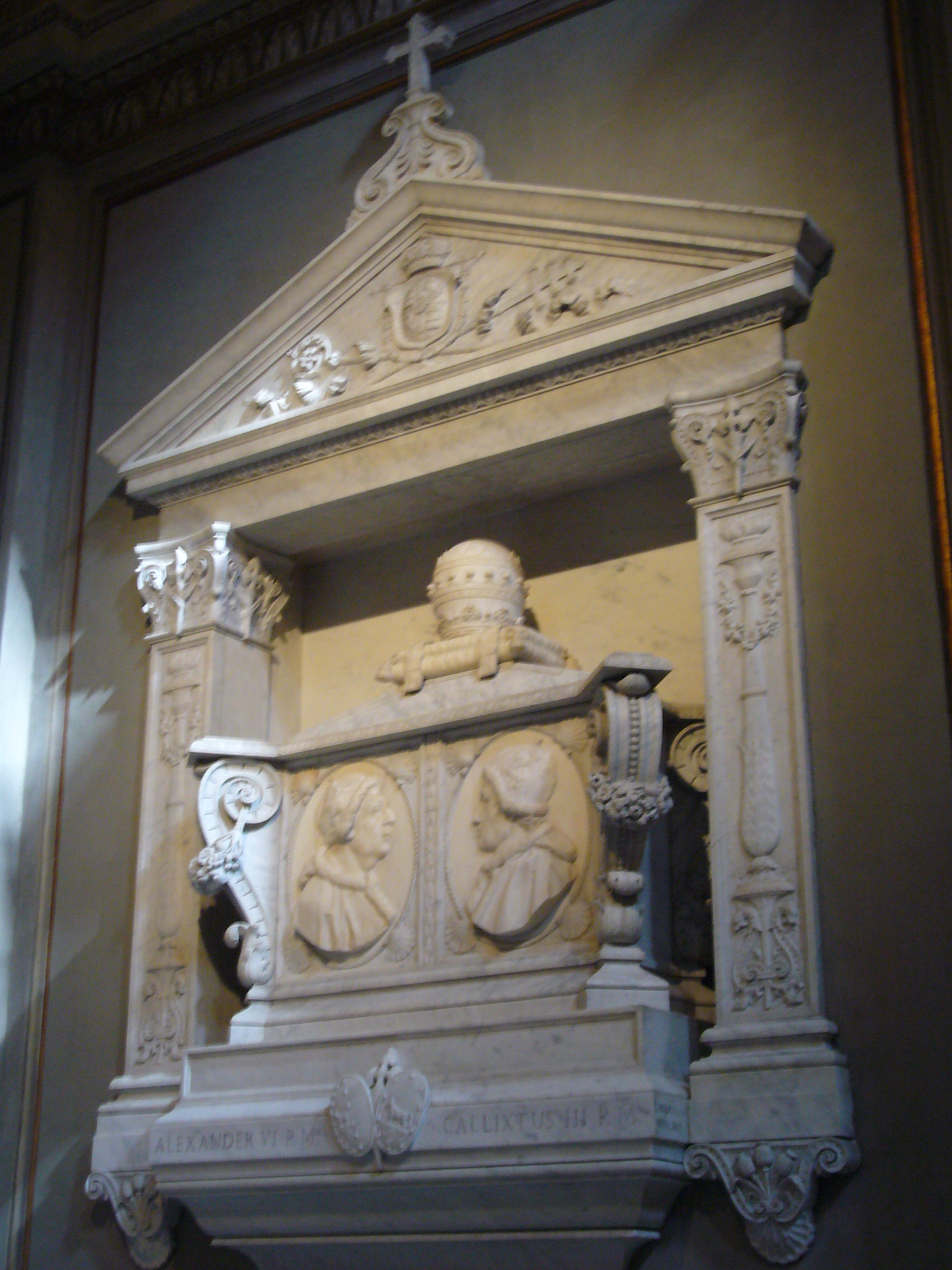
Sepulcre dels papes Alexandre VI i Calixt III